# Start-up (série télévisée britannique)
Pour les articles homonymes, voir Startup (homonymie).
Start-up (Attachments) est une série télévisée britannique en 26 épisodes de 50 minutes, diffusée entre le 26 septembre 2000 et le 24 avril 2002 sur BBC One. En France, la série est diffusée depuis le 4 octobre 2006 sur France 4.

## Synopsis
Cette série met en scène le quotidien d'une bande d'amis trentenaires ayant créé une entreprise sur Internet.

## Distribution
- Claudia Harrison : Luce
- Justin Pierre : Mike
- Amanda Ryan : Sophie
- David Walliams : Jake
- William Beck : Reece
- Iddo Goldberg : Brandon
- Sally Rogers (VF : Colette Sodoyez)[1] : Yvonne
- Poppy Miller : Fran
- Elizabeth Marmur : Katherine McGuire
- William Gaminara : Will
- Romola Garai : Zoe
- Andrew Sachs : Murray

## Épisodes

### Première saison (2000)
1. Mise en place (Just Upgraded)
2. Mensonges en réseau (Plug and Play)
3. Tous dans le même bateau (Flight Risk)
4. Zone d'influence (Flat Management)
5. Lancement (Money Shot)
6. Lourde décision (Burn Rate)
7. Dérapages (Hotmail)
8. Rupture (Ohnosecond)
9. Quiproquo fatal (Dotbomb)
10. Nouveau départ (User Friendly)

### Deuxième saison (2001-2002)
1. Tel est pris qui croyait prendre (The Irony Act)
2. Intuition (The Weakest Link)
3. De jolies choses (Gaydar)
4. Titre français inconnu (Gym Virgin)
5. Surprise-partie (Eye Candy)
6. Partenaires sexuels (Geek Love)
7. La Théorie des 10 % (The Ten Percent Theory)
8. Titre français inconnu (Dirty Washing)
9. Titre français inconnu (Lezzers and Weirdos)
10. Titre français inconnu (Logan's Run)
11. Titre français inconnu (Fuck Buddy)
12. Titre français inconnu (Tooting Broadway)
13. Titre français inconnu (Shooting Blanks)
14. Titre français inconnu (The Domino Effect)
15. Titre français inconnu (Keeping It Real)
16. Titre français inconnu (Spunk Jockey)